# Fuyumi Shiraishi
Fuyumi Shiraishi (白石 冬美 Shiraishi Fuyumi) (Beiping, 14 de octubre de 1936-Tokio, 26 de marzo de 2019) fue una seiyū japonesa, bajo el nombre Fumiko Shiraishi (白石 芙美子 Shiraishi Fumiko). Residía en Shizuoka, Prefectura de Shizuoka, Japón.

## Carrera artística y galardones
Fue reconocida por haber interpretado a Sachi en Ashita no Joe, Ivan Whiskey/001 en Cyborg 009, y Katz Hawin y Mirai Yashima en Mobile Suit Gundam, entre otros roles. Estaba afiliada a Ken Production y enseñaba su profesión en el Tokyo Animator Gakuin.
Fue condecorada con el "Premio a la trayectoria" junto con su colega Hiroshi Ohtake en la novena edición de los Seiyū Awards.
Shiraishi murió a los 82 años por una enfermedad coronaria.

## Muerte
Shiraishi murió por una enfermedad coronaria.

## Roles Interpretados

### Series de Anime
1964
- Big X como Nina.

1965
- Obake no Q-Taro como Doronpa.
- Wonder Three como Bokko.

1966
- Osomatsu-kun como Karamatsu y Totoko (1º voz).
- Sally, la bruja como Poron.

1967
- Hombre par como Kōichi Yamada/Bebito #5.
- Pyunpyunmaru como Sayuri.

1968
- Cyborg 009 como Ivan Whisky/Cyborg 001.
- Kaibutsu-kun como Taro Kaibutsu.
- Kyojin no Hoshi como Akiko.

1970
- Ashita no Joe como Sachi.
- Dobutsu Mura Monogatari como la Narradora.

1972
- Onbu Obake como Kan.

1974
- Hoshi no Ko Chobin como Chobin.

1975
- Arabian Nights Sinbad no Bōken como la Princesa Shura.
- Ikkyū-san como Tsuyu Gojū y Yancha Hime.
- Iruka to Shonen como Marina.

1976
- Robokko Beeton como Beeton (2º voz).

1977
- Shin Kyojin no Hoshi como Akiko.

1978
- Jet Marte como Meruchi.
- Muteki Kōjin Daitarn 3 como Totta Toda.
- Pink Lady Monogatari: Eiko no Tenshitachi como la Narradora.

1979
- Hana no Ko Run Run como Cateau.
- Mobile Suit Gundam como Katz Hawin y Mirai Yashima.
- Shin Kyojin no Hoshi II como Akiko.

1980
- Ashita no Joe 2 como Sachi.
- Densetsu Kyojin Ideon como Kasha Imhof.
- Futago no Monchhichi como Monchichi-kun.
- Maeterlinck no Aoi no Tori - Tyltyl Mytyl no Bōken Ryokō como Chiretto.
- Tsurikichi Sampei como Yuri.

1981
- Mechakko Dotakon como Chobiko Dan.

1982
- Asari-chan Ai no Marchen Shōjo como Morino Kakesu.
- Boku Patalliro! como Pataliro.

1983
- Eagle Sam como Guzuran.

1984
- Koala Boy Kocky como la Señorita Lewis.
- La pequeña Memole como Grace.

1985
- Mobile Suit Zeta Gundam como Mirai Yashima.
- Shin Obake no Q-tarō como Doronpa.

1988
- City Hunter 2 como Nario (eps 58-59).

1991
- Dororonpa! como Komachi Ono.

2003
- El teatro de Rumiko como Takai (ep 11).

2011
- Nichijō como la Narradora (ep 11).

2014
- Space Dandy 2 como Yoko (ep 3).

### OVAs
1984
- Birth como Mongaa.

1985
- Tongari Bōshi no Memoru: Marielle no Hōsekibako como Grace.

1988
- Mobile Suit SD Gundam como Mirai Yashima.

1989
- Mobile Suit SD Gundam Mark II como Mirai Yashima.

1992
- Giant Robo como Sanny.

### Películas
1970
- Chibikko Remi to Meiken Kapi como Beatriche.

1978
- Oyaro Nezumi no Fushigi na Tabi como la Mujer de Papel.

1980
- Ashita no Joe como Sachi.
- Cyborg 009 Gekijō Ban: Chō Ginga Densetsu como Ivan Whisky/Cyborg 001.

1981
- Ashita no Joe 2 como Sachi.
- Hakuchō no Mizuumi como Margarita.
- Mobile Suit Gundam I como Katz Hawin y Mirai Yashima.
- Mobile Suit Gundam II: Soldados del Dolor como Katz Hawin y Mirai Yashima.

1982
- Densetsu Kyojin Ideon: Hatsudō-hen como Kasha Imhof.
- Densetsu Kyojin Ideon: Sesshoku-hen como Kasha Imhof.
- Haguregumo como O-Hana.
- Mobile Suit Gundam III: Encuentros en el Espacio como Katz Hawin y Mirai Yashima.
- Serohiki no Goshu como Neko.

1983
- Manga Aesop Monogatari como la Hormiga-Madre.
- Pataliro! Stardust Keikaku como Pataliro.

1988
- Mobile Suit Gundam: Char's Counterattack como Mirai Yashima.
- Mobile Suit SD Gundam como Mirai Yashima.

1989
- Mobile Suit SD Gundam's Counterattack como Mirai Yashima.

1999
- Doraemon: Odisea en el espacio como Rian.

2005
- A New Translation: Heirs to the Stars como Mirai Yashima-Noah.
- A New Translation II: Lovers como Mirai Yashima-Noah.

2006
- A New Translation III: Love is the Pulse of the Stars como Mirai Yashima-Noah.

### Videojuegos
- LittleBigPlanet 2 como Victoria von Bathysphere.
- Mobile Suit Gundam: Encounters in Space como Mirai Yashima.

### Doblaje
- El Show de los Muppets como Wanda.

## Música
- Interpretó el segundo ending de Boku Patalliro! Cock Robin Ondo junto con Slapstick. También cantó el tema Kagayake! Tamanegibutai.[6][7]